# Cryozone

Cryozone est une série de bande dessinée française de science-fiction. Cette série est terminée.

## Auteurs
- Scénario : Thierry Cailleteau
- Dessins : Denis Bajram
- Couleurs : Florence Breton (tome 1), Nadine Thomas (tome 2)

## Synopsis
Depuis dix ans, le vaisseau spatial des Nations unies Neil Alden Armstrong voyage vers une planète à coloniser. Tous les six mois, les 400 membres d'équipage sont cryogénisés et remplacés par 400 autres réveillés. La cryogénie est l'office de la firme privée Cryotek.
Le 31 décembre 2059, alors que l'équipage fête le Nouvel An, un grave incident provoque le réveil d'urgence des 9 600 personnes endormies et la découverte par l'équipage des défauts de la méthode de Cryotek. Le représentant de la firme à bord du vaisseau va tout faire pour éliminer les témoins de cette défaillance, qui pourrait obérer les bénéfices liés au brevet.

## Albums
- Tome 1 : Sueurs froides (1996)  (ISBN 2-84055-058-X)
- Tome 2 : Syndrome Z (1998)  (ISBN 2-84055-174-8)
- Édition intégrale (2005)  (ISBN 2-84789-648-1)

## Publication
- Delcourt (collection Neopolis) : tomes 1 et 2 (première édition des tomes 1 et 2)